# Pierantonio Bandini
Pierantonio Bandini, talvolta citato anche come Pietro Antonio (Firenze, 23 dicembre 1524 – Roma, 15 agosto 1592), è stato un banchiere, mercante e nobile italiano.

## Biografia
Pierantonio Bandini nacque a Firenze nel 1524, figlio di Francesco Bandini (1496-1562) e di Ginevra di Bartolomeo Salviati, esponenti di due storiche famiglie della nobiltà fiorentina. Suo padre, dopo essere stato per lungo tempo al servizio della famiglia Medici come banchiere e ambasciatore, si trasferì nel 1538 a Roma con tutta la sua famiglia, dove divenne un esponente di rilievo all'interno della locale comunità fiorentina, nonché intimo amico e finanziatore di Michelangelo Buonarroti.

Nella città papalina Pierantonio, una volta subentrato al padre a capo dell'attività commerciale e creditizia di famiglia, divenne protagonista, insieme al fratello Alamanno, di una rapida ascesa economica e sociale. Già nel 1550 figurava tra i banchieri più importanti dell'Urbe, nel 1555 acquistò un'ingente quota di "luoghi" (obbligazioni) del Monte novennale (uno degli istituti di debito pubblico dello Stato Pontificio) e nel 1556 fu nominato console fiorentino di Roma, ossia capo e rappresentante dei mercanti e dei banchieri fiorentini della città.

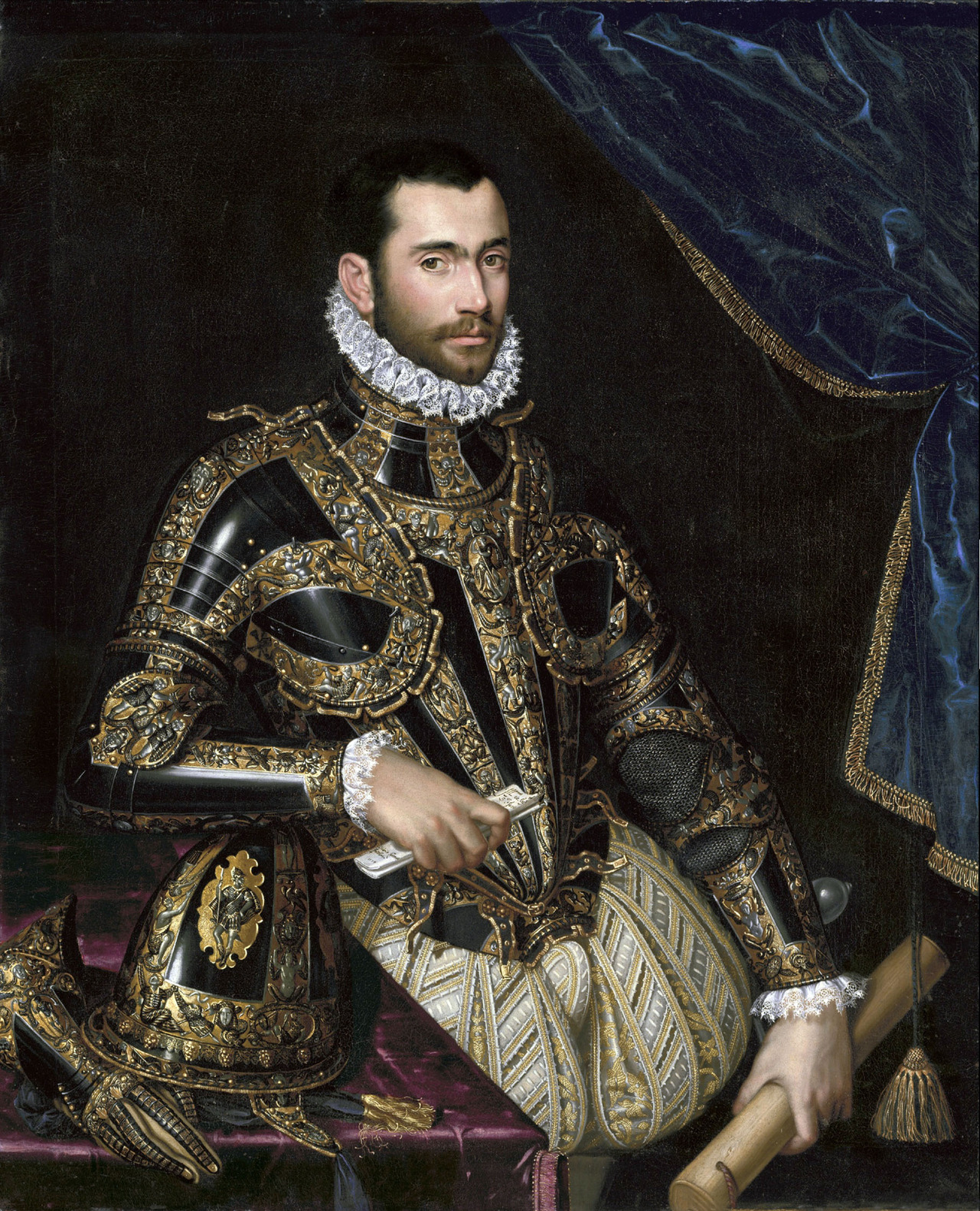
Giacomo Boncompagni (figlio naturale di papa Gregorio XIII), del quale Pierantonio Bandini fu depositario a partire dal 1584

Grazie a questa posizione, il Bandini riuscì a intrecciare strette relazioni con le famiglie nobiliari e cardinalizie romane, delle quali fu spesso depositario e creditore, nonché con numerose istituzioni pontificie, con le quali intrattenne molteplici rapporti finanziari ed economici: nel 1559 fu nominato depositario del Sacro collegio (incarico che mantenne fino al 1591); nel 1561 la Camera apostolica lo incaricò di finanziare i lavori di costruzione di Porta Pia; nel 1564 divenne, per volontà del cardinale Carlo Borromeo, provvisore del Monte di Pietà di Roma; nel 1568 fu, sempre su incarico della Camera apostolica, finanziatore della costruzione della chiesa del Gesù. In quegli stessi anni, iniziò inoltre a interessarsi all'amministrazione civile della città, venendo eletto caporione di Ponte nel 1562 e nel 1567. Grazie a diversi membri della nobiltà romana e italiana che gli fecero da garanti e soci, nel 1569 il Bandini poté aprire una filiale del banco di famiglia a Napoli e nel 1576, anno in cui fu anche eletto conservatore e senatore di Roma, ottenne l'appalto per la gestione delle dogane terrestri e fluviali di Roma. 
In virtù dei successi delle sue filiali italiane, il banco Bandini iniziò a espandersi anche a livello internazionale. Nel 1581 Pierantonio Bandini figura come uno dei creditori di Filippo II di Spagna, ma fu soprattutto in Francia che gli interessi del banco di espansero maggiormente. Grazie all'influenza di Caterina de' Medici, infatti, Pierantonio divenne uno dei maggiori creditori di re Enrico III e poté aprire due filiali nel regno d'oltralpe, una a Lione e una a Parigi, la cui gestione fu affidata a suo figlio Mario, il quale divenne una figura di spicco della corte parigina, intraprendendo numerose operazioni finanziarie con i suoi membri e servendo in più occasioni anche da ambasciatore per i reali francesi. Lo stesso Pierantonio divenne, sempre per volontà della regina medicea, amministratore di diversi beni del sovrano francese. 

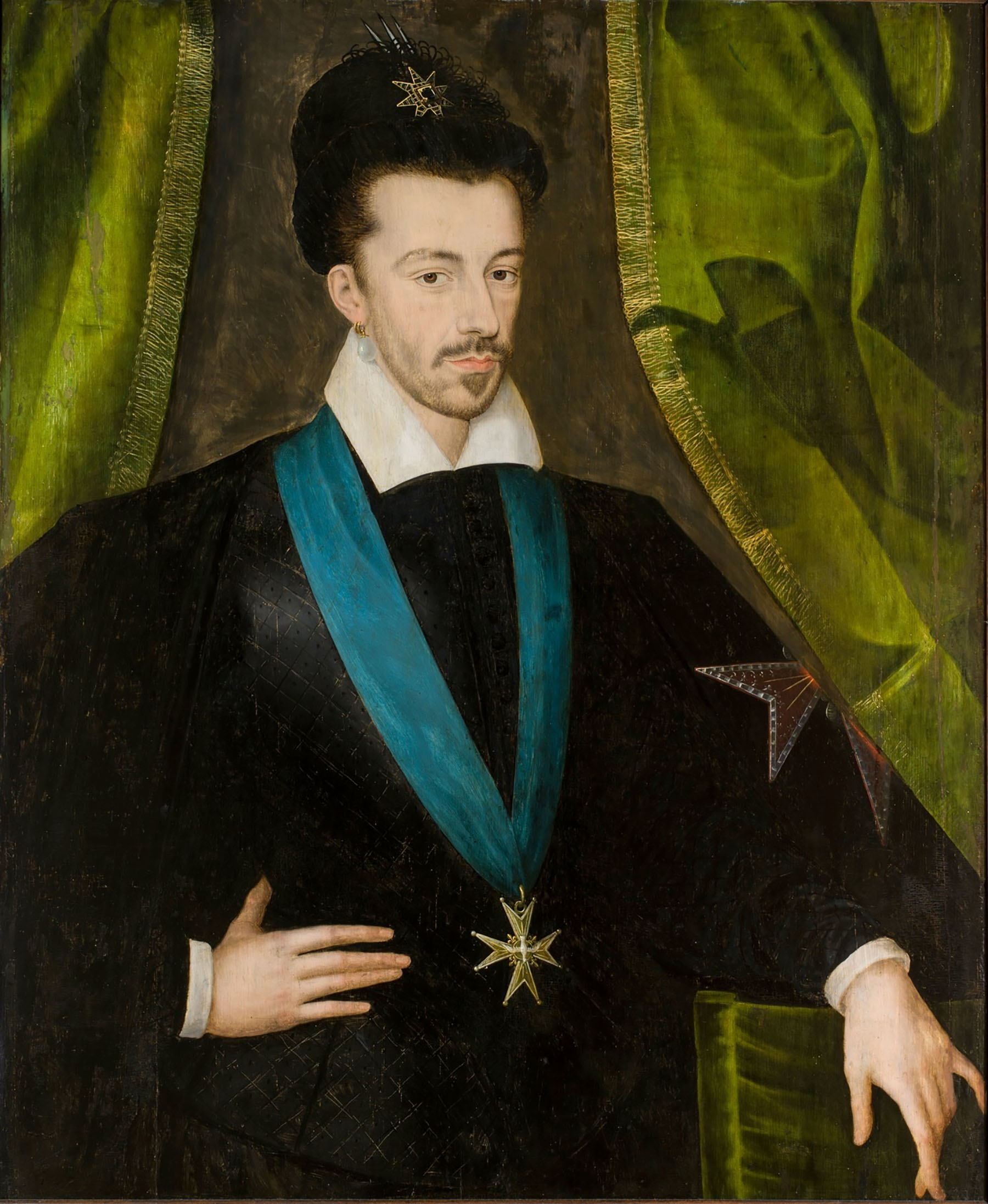
Re Enrico III di Francia, del quale il banco Bandini divenne uno dei maggiori creditori grazie all'influenza di Caterina de' Medici

In quegli stessi anni, Pierantonio si adoperò inoltre, tramite un'oculata politica matrimoniale, a intrecciare strette relazioni con gli altri attori finanziari che operavano nell'ambiente romano, dando le sue numerose figlie in spose ai rampolli delle più importanti famiglie di banchieri e commercianti dell'Urbe. Riuscì anche a entrare in ottimi rapporti con le casate genovesi (storicamente avversarie di quelle fiorentine e poco disposte a collaborare con esse), in particolare con quella dei Giustiniani, il cui sodalizio con i Bandini fu sancito nel 1587 tramite il matrimonio tra Orazio, figlio di Pierantonio, e Caterina, figlia di Giuseppe Giustiniani.
La famiglia Bandini raggiunse così il suo apogeo per ricchezza e influenza, e Pierantonio investì le cospicue fortune accumulate in questo periodo nell'acquisto di numerose proprietà terriere nei dintorni di Roma e nel Lazio, tra le quali il feudo di Antrodoco, sul quale suo figlio Giovanni otterrà il titolo marchionale nel 1614 da re Filippo III di Spagna.
Intanto però la situazione delle filiali francesi del banco Bandini stava rapidamente peggiorando: a causa delle continue e prolungate guerre civili che stavano stravolgendo la Francia in quegli anni, la corona francese non fu mai in grado di ripagare gli ingenti prestiti ricevuti, portando al fallimento la maggior parte delle banche che avevano concesso crediti al re. Il banco Bandini fu uno dei pochi che riuscì a evitare la bancarotta, grazie soprattutto all'intervento dei suoi nuovi alleati genovesi, che nel 1588 misero a disposizione di Pierantonio importanti somme che gli permisero di risanare il bilancio. Salvate le proprie finanze, Pierantonio decise di ritirarsi dall'attività e chiuse il banco di famiglia nel luglio 1588. Nel dicembre dello stesso anno fu fatto un tentativo di riaprirlo ma l'operazione non portò i risultati sperati. Al contrario, dopo la morte di Enrico III nel 1589, Mario fu arrestato per debiti e incarcerato (verrà rilasciato solo nel 1596 da Enrico IV). 
Pierantonio Bandini morì a Roma il 15 agosto 1592 e fu sepolto nella chiesa di San Silvestro al Quirinale.

## Ascendenza
|                     |                   |                      | Genitori            |  |  | Nonni |  |  | Bisnonni          |  |  | Trisnonni     |  |
|                     |                   |                      |                     |  |  |       |  |  | Guasparri Bandini |  |  | Piero Bandini |  |
|                     |                   |                      |                     |  |  |       |  |  | Guasparri Bandini |  |  | Piero Bandini |  |
|                     |                   | Bice degli Albizzi   |                     |  |  |       |  |  | Guasparri Bandini |  |  |               |  |
| Pierantonio Bandini |                   |                      |                     |  |  |       |  |  | Guasparri Bandini |  |  |               |  |
|                     |                   | Oretta Gianfigliazzi | …                   |  |  |       |  |  |                   |  |  |               |  |
|                     |                   | Oretta Gianfigliazzi | …                   |  |  |       |  |  |                   |  |  |               |  |
|                     |                   | Oretta Gianfigliazzi | …                   |  |  |       |  |  |                   |  |  |               |  |
| Francesco Bandini   |                   | Oretta Gianfigliazzi |                     |  |  |       |  |  |                   |  |  |               |  |
|                     |                   | …                    | …                   |  |  |       |  |  |                   |  |  |               |  |
|                     |                   | …                    | …                   |  |  |       |  |  |                   |  |  |               |  |
|                     |                   | …                    | …                   |  |  |       |  |  |                   |  |  |               |  |
| Maria Bonciani      |                   | …                    |                     |  |  |       |  |  |                   |  |  |               |  |
|                     |                   | …                    | …                   |  |  |       |  |  |                   |  |  |               |  |
|                     |                   | …                    | …                   |  |  |       |  |  |                   |  |  |               |  |
|                     |                   | …                    | …                   |  |  |       |  |  |                   |  |  |               |  |
| Pierantonio Bandini |                   | …                    |                     |  |  |       |  |  |                   |  |  |               |  |
|                     | Averardo Salviati | Alamanno Salviati    |                     |  |  |       |  |  |                   |  |  |               |  |
|                     | Averardo Salviati | Alamanno Salviati    |                     |  |  |       |  |  |                   |  |  |               |  |
|                     | Averardo Salviati | Caterina de' Medici  |                     |  |  |       |  |  |                   |  |  |               |  |
| Alamanno Salviati   | Averardo Salviati |                      |                     |  |  |       |  |  |                   |  |  |               |  |
|                     |                   | Maddalena Neroni     | Francesco Neroni    |  |  |       |  |  |                   |  |  |               |  |
|                     |                   | Maddalena Neroni     | Francesco Neroni    |  |  |       |  |  |                   |  |  |               |  |
|                     |                   | Maddalena Neroni     | Smeralda Nelli      |  |  |       |  |  |                   |  |  |               |  |
| Ginevra Salviati    |                   | Maddalena Neroni     |                     |  |  |       |  |  |                   |  |  |               |  |
|                     |                   | Gino Capponi         | Neri Capponi        |  |  |       |  |  |                   |  |  |               |  |
|                     |                   | Gino Capponi         | Neri Capponi        |  |  |       |  |  |                   |  |  |               |  |
|                     |                   | Gino Capponi         | Selvaggia Sacchetti |  |  |       |  |  |                   |  |  |               |  |
| Lucrezia Capponi    |                   | Gino Capponi         |                     |  |  |       |  |  |                   |  |  |               |  |
|                     |                   | Maddalena Mannelli   | Raimondo Mannelli   |  |  |       |  |  |                   |  |  |               |  |
|                     |                   | Maddalena Mannelli   | Raimondo Mannelli   |  |  |       |  |  |                   |  |  |               |  |
|                     |                   | Maddalena Mannelli   | Maria Strozzi       |  |  |       |  |  |                   |  |  |               |  |
|                     |                   | Maddalena Mannelli   |                     |  |  |       |  |  |                   |  |  |               |  |

## Matrimonio e figli
Sposato con la concittadina Cassandra Cavalcanti, ebbe cinque figlie e sette figli:
- Francesco, chierico della Camera apostolica[5]
- Orazio, co-amministratore del banco Bandini insieme al padre
- Mario, responsabile delle filiali francesi del banco Bandini
- NN, ufficiale dell'esercito francese
- Giovanni, marchese di Antrodoco[5]
- Ottavio, cardinale e arcivescovo[5]
- Laura, sposatasi con Francesco Guadagni
- Dianora, sposatasi con Lorenzo Strozzi
- Virginia, sposatasi con Camillo Rinuccini
- Lucrezia, sposatasi con Muzio Mattei[7]
- NN, sposatasi con un membro della famiglia Corsi